# Baza lotnicza Lidda
Baza Lotnicza Lod (ang. Lod Air Force Base) – opuszczona wojskowa baza Royal Air Force położona w odległości 7 kilometrów na północ od miasta Lod na nadmorskiej równinie Szaron, w centralnej części Izraela. Obecnie jest to port lotniczy Tel Awiw-Ben Gurion.

## Historia

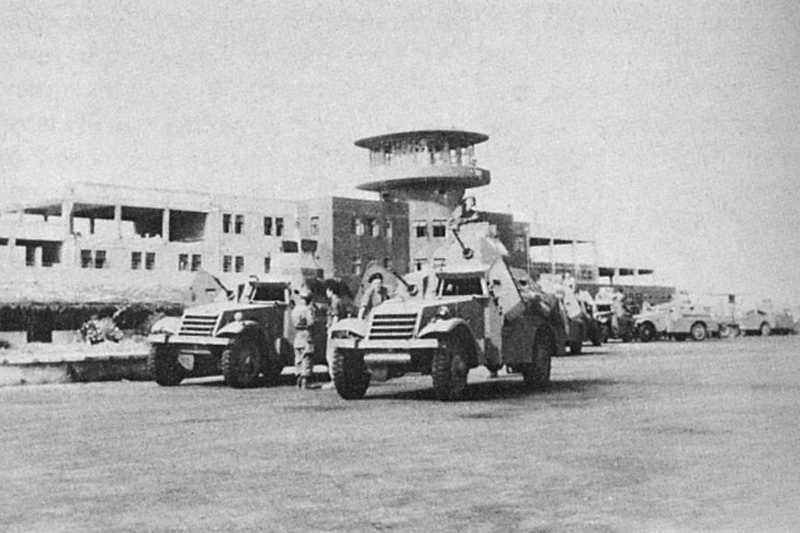
Izraelscy żołnierze na zdobytym lotnisku Lod, 1948

Lotnisko zostało wybudowane przez Brytyjczyków w 1936 jako port lotniczy obsługujący międzynarodową komunikację lotniczą Mandatu Palestyny. Pierwotnie było ono nazywane port lotniczy Wilhelma, od nazwy pobliskiej arabskiej wioski Wilhelma. Było to ważne lotnisko o czterech betonowych pasach startowych i z tego powodu od samego początku było wykorzystywane do celów wojskowych. Od 1938 stacjonowała tutaj część 33 Eskadry RAF, wykorzystująca samoloty myśliwskie Gloster Gladiator.
Podczas II wojny światowej wzrosła ranga bazy lotniczej Lod. W dniu 1 marca 1943 oficjalnie zmieniono nazwę na RAF Lydda (także Air Force Base 27). Stacjonowały tutaj następujące jednostki operacyjne RAF:
- 14 Eskadra RAF (1941) – lekkie bombowce Bristol Blenheim IV
- część 203 Eskadry RAF (1941) – lekkie bombowce Bristol Blenheim IV
- 211 Eskadra RAF (1941) – lekkie bombowce Bristol Blenheim I
- część 55 Eskadry RAF (1942) – bombowce Martin Baltimore
- 134 Eskadra RAF (1942) – samoloty myśliwskie Supermarine Spitfire VB
- część 162 Eskadry RAF (1942) – lekkie bombowce Bristol Blenheim V
- 459 Eskadra RAAF (1942-1943) – lekkie bombowce Lockheed Hudson III
- 1413 Lekka Eskadra Meteorologiczna RAF (1942-1943 i 1945)
- 294 Eskadra Raf (1944) – średnie bombowce Vickers Wellington[1].

Podczas wojny w Afryce Północnej z bazy korzystały także siły United States Army Air Forces. Lotnisko było wykorzystywane do przyjmowania samolotów i ich montażu przed przeniesieniem w strefę walk do Egiptu. Lądowały tutaj samoloty 9. Armii Lotniczej (ang. 9th Air Force): ciężkie bombowce Boeing B-17 Flying Fortress i Consolidated B-24 Liberator.
Po wojnie lotnisko nadal służyło celom wojskowym, jednak w 1946 Brytyjczycy zezwolili na pierwszy cywilny lot samolotu Trans World Airlines. Pod koniec kwietnia 1948 Brytyjczycy opuścili bazę. Podczas I wojny izraelsko-arabskiej, w trakcie Operacji Danny w dniu 10 lipca 1948 lotnisko zajęli izraelscy żołnierze.
Loty wznowiono 24 listopada 1948. Lotnisko było wykorzystywane jako baza lotnicza Lod. Obecnie jest tutaj port lotniczy Tel Awiw-Ben Gurion.